# Wasserburg Lengefeld
Die Wasserburg Lengefeld ist eine ehemalige Wasserburg im Stadtteil Lengefeld der Kreisstadt Korbach im nordhessischen Landkreis Waldeck-Frankenberg.

## Lage
Etwa drei Kilometer westlich von Korbach, am Rand des waldeckischen Uplandes bei 390 m ü. NN neben der Kirche liegt die ehemalige Wasserburg.

## Geschichte
Im Jahr 1036 wurde Lengefeld als „Lenkevelde“ erstmals als Vorwerk des Paderborner Herrenhofes zu Korbach erwähnt.
Unterhalb der aus ottonischer Zeit, Mitte des 9. Jahrhunderts, stammenden Burg Hünenkeller entstand an Stelle einer heutigen Hofanlage eine Wasserburg. Diese wurde erstmals 1228 in Verbindung mit den Herren von Lengefeld urkundlich erwähnt. Ob diese die Erbauer waren, ist nicht gesichert.
1272 war sie als Lehen der Grafen von Everstein im Besitz von Albert von Mühlhausen. Im Jahr 1318 war Ulrich von Escheberg mit der Burg belehnt. Noch im gleichen Jahr erfolgte erneut ein Besitzerwechsel, als Henricus Teddesalt (auch Tedesaltz genannt) die Burg zu Lehen erhielt. Seine Familie hatte das Lehen bis zum Jahr 1632, dem Tod von Philipp Tedesalt, inne.
Lengefeld wurde im 14. Jahrhundert Eigentum der Grafen von Waldeck und gehörte im 15. Jahrhundert zum Amt Eisenberg. Graf Wolrad IV. von Waldeck-Eisenberg belehnte 1632 seinen Kanzler Zacharias Vietor mit der Burg. 1675, mit dem Aussterben der Vietors  im Mannesstamm, wurde Johann Georg Rauchbar, der eine Tochter des Johannes Vietor geheiratet hatte, neuer Eigentümer. Der Lehensbesitz wurde 1811 von Fürst Friedrich Karl August von Waldeck und Pyrmont allodifiziert und verkauft. Danach erfolgten noch mehrfache Besitzerwechsel. Besitzer war unter anderem Gustav Kleinschmit.
Der Hof befindet sich heute in Privatbesitz. Eine innere Besichtigung ist nicht möglich.

## Anlage
Im Herrenhaus, von außen nicht erkennbar, verbirgt sich der Stumpf eines quadratischen Wohnturms, der vermutlich aus dem 14./15. Jahrhundert stammt. Er besitzt eine Wandstärke von etwa zwei Metern, wurde im 17. Jahrhundert bis auf drei Stockwerke abgetragen und ist im Aussehen mit dem der Burg Nordenbeck vergleichbar. Das Gebäude selbst wurde später mehrfach umgebaut und erneuert. Anfang des 19. Jahrhunderts erhielt es einen Fachwerkanbau. Die früheren Wassergräben sind heute vollständig verfüllt.

Wasserburg Lengefeld
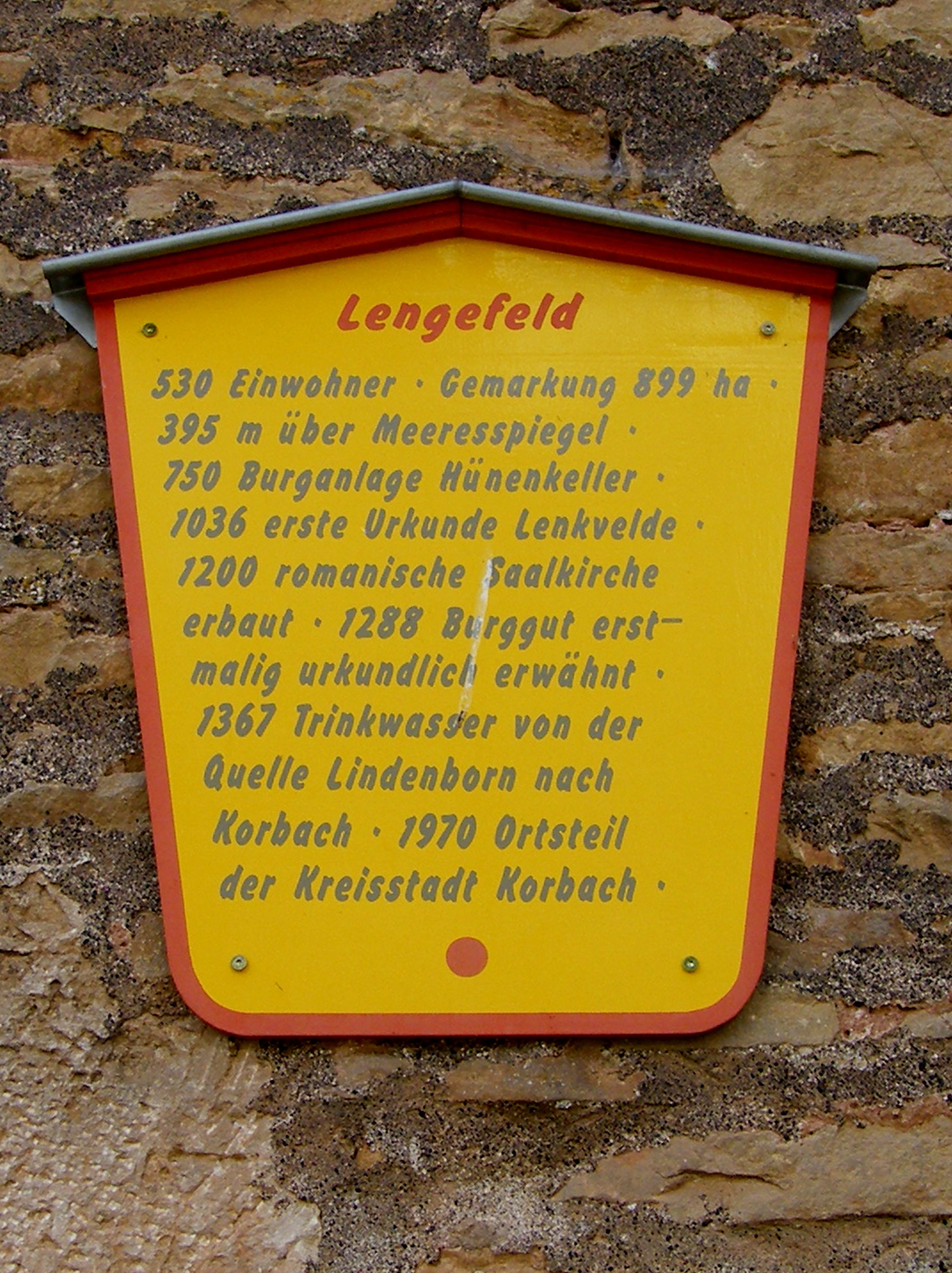
Geschichtstafel – Scheune
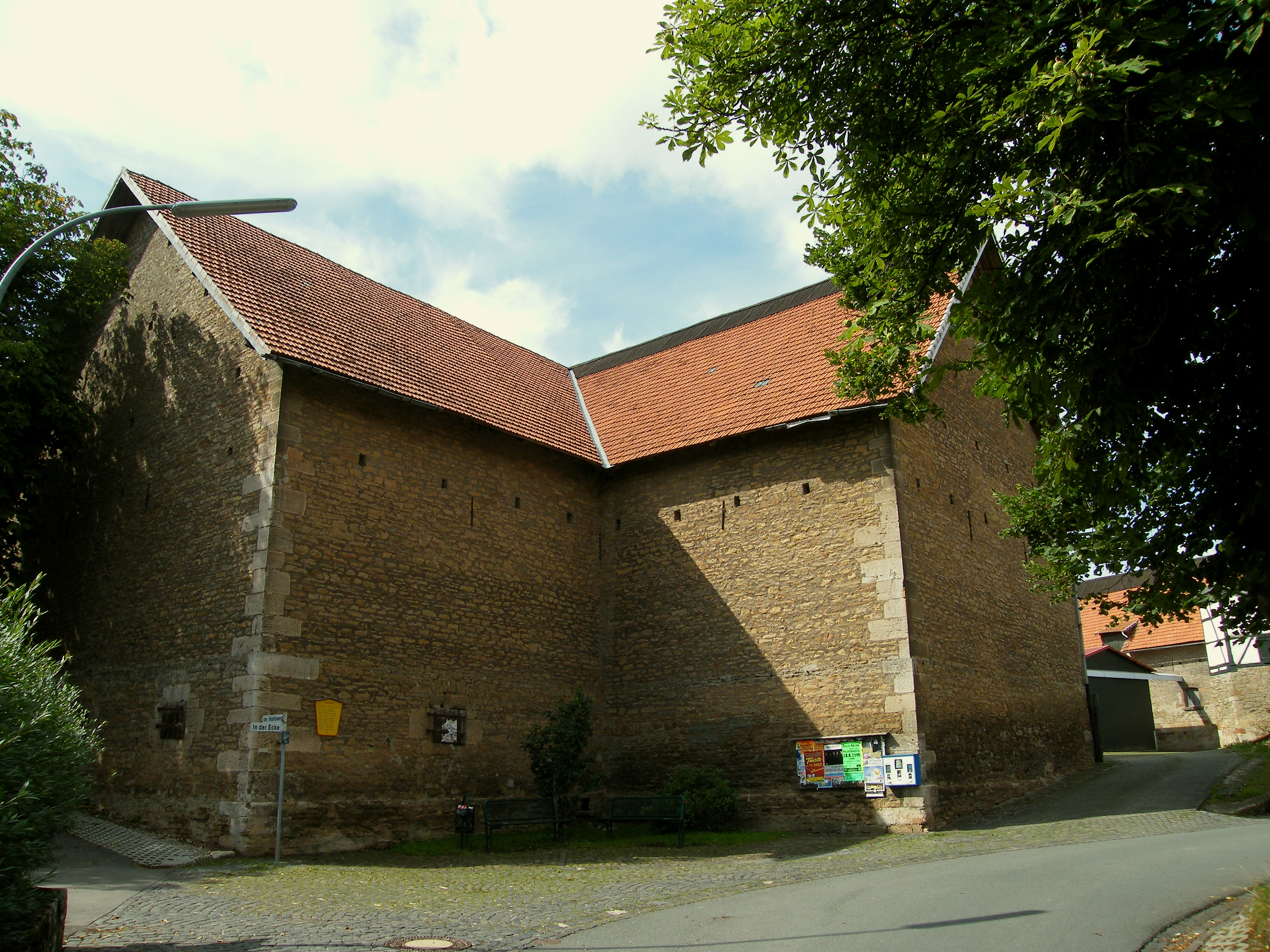
Scheune heutiger Hof
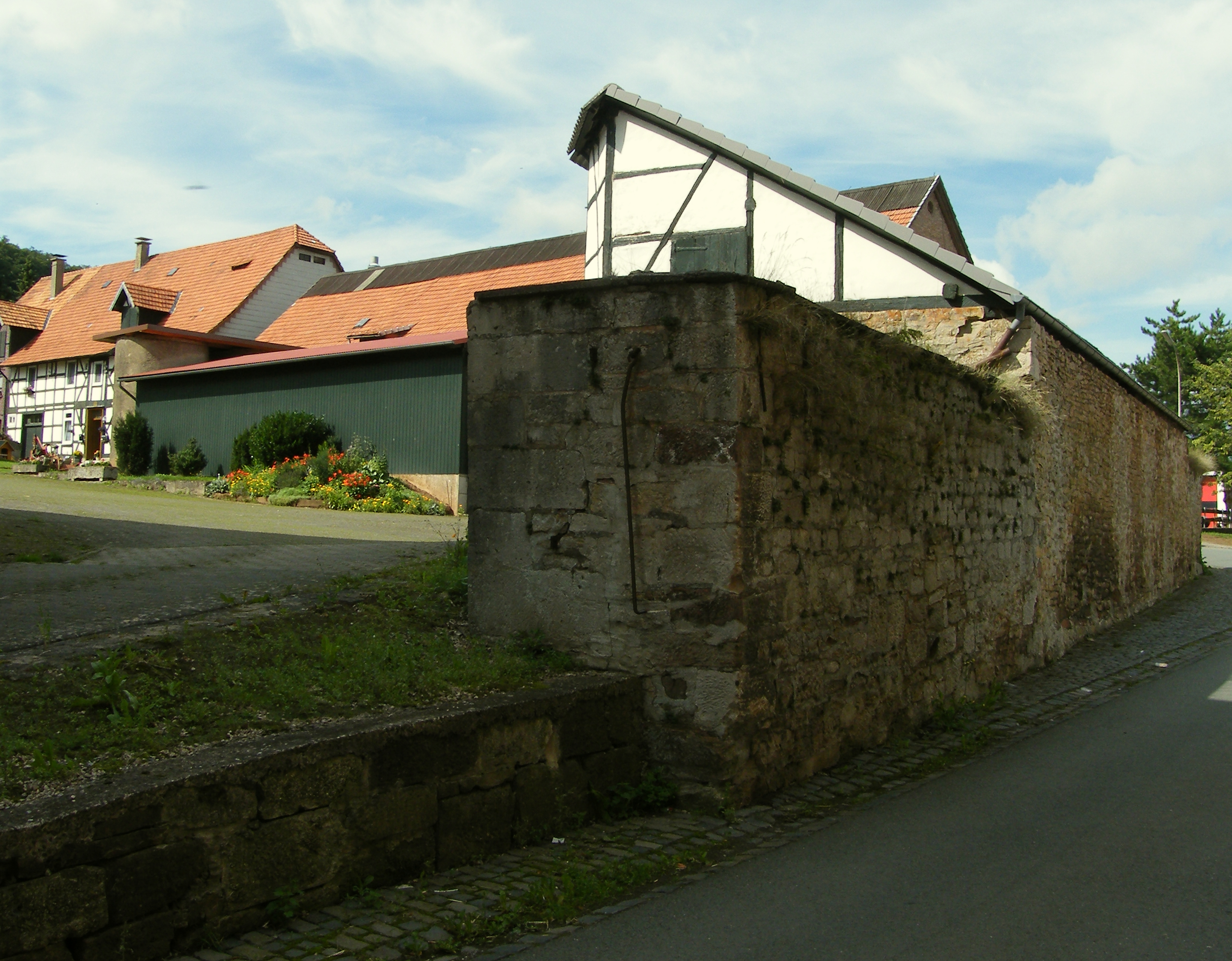
Toreinfahrt mit alter Befestigungsmauer